# Voo de refugiados pela ponte destruída na Coreia
Voo de refugiados pela ponte destruída na Coreia é uma foto vencedora do Prêmio Pulitzer do fotógrafo da Associated Press Max Desfor, tirada em 4 de dezembro de 1950, em uma ponte destruída sobre o rio Taedong próximo de Pyongyang, Coreia do Norte. Desfor estava cobrindo a Guerra da Coréia na época.

## Tirando a foto
Desfor, fotógrafo da Associated Press, estava viajando com as tropas da linha de frente e até participou de um salto de paraquedas com o 187º Regimento de Infantaria.' Depois que as tropas americanas começaram a fugir para o sul, Desfor conseguiu comandar um jipe com dois outros repórteres e um oficial de sinalização do exército rumo ao sul. Eles cruzaram o rio Taedong em uma ponte flutuante das Nações Unidas. Enquanto dirigiam ao longo da margem sul do rio, eles observaram refugiados coreanos cruzando o rio a pé, onde havia gelo, e utilizando pequenos barcos onde o rio estava aberto.
Mais abaixo na costa sul, eles acharam uma ponte destruída, onde viram milhares de coreanos tentando cruzar as vigas quebradas da ponte. Em 4 de dezembro de 1950, no início do inverno, Desfor teve problemas com sua câmera por causa das temperaturas congelantes.